# Frauendorf
Frauendorf är en kommun och ort i Landkreis Oberspreewald-Lausitz i förbundslandet Brandenburg i Tyskland. 
Kommunen ingår i kommunalförbundet Amt Ortrand tillsammans med kommunerna Grosskmehlen, Kroppen, Lindenau,  Ortrand och Tettau.